# Ондржей Моравець
Ондржей Моравець (чеськ. Ondřej Moravec нар. 9 червня 1984, Усті-над-Орліці, Чехословаччина) — чеський біатлоніст, чемпіон світу з біатлону, срібний та бронзовий призер Олімпійських ігор в Сочі 2014, бронзовий призер чемпіонату світу з біатлону 2013 року, бронзовий призер чемпіонату Європи з біатлону 2008 року в естафеті, переможець та призер етапів кубка світу з біатлону.

## Виступи на Олімпійських іграх
| Рік  | Місце проведення | Інд | Спр | Пр | МС | Ест | ЗЕ |
| 2006 | Турин            |     | 32  | 39 |    | 6   | х  |
| 2010 | Ванкувер         |     | 67  |    |    |     | х  |
| 2014 | Сочі             | 18  | 8   | 2  | 3  |     | 2  |

## Виступи на чемпіонатах світу
| Рік  | Місце проведення     | Інд | Спр | Пр | МС | Ест | ЗМ |
| 2007 | Антхольц-Антерсельва |     | 56  | 49 |    | 5   | 8  |
| 2008 | Естерсунд            | 44  |     |    |    | 7   | 12 |
| 2011 | Ханти-Мансійськ      |     | 82  |    |    | 10  | 11 |
| 2012 | Рупольдінг           | 12  | 18  | 15 | 13 | 9   | 8  |
| 2013 | Нове Место-на-Мораві | 4   | 35  | 31 | 4  | 6   | 3  |
| 2015 | Контіолагті          |     |     |    |    |     | 1  |

## Кар'єра в Кубку світу
- Дебют в кубку світу — 16 січня 2003 року в естафеті в Рупольдінгу — 14 місце.
- Перше попадання в залікову зону — 15 січня 2005 року в спринті у Рупольдінгу — 29 місце.
- Перше попадання на розширений подіум — 6 березня 2008 року в спринті в Ханти-Мансійську — 4 місце.
- Перше попадання на подіум — 5 січня 2011 року в естафеті в Обергофі — 2
- Перший особистий подіум — 15 грудня 2012 року в гонці переслідуванні в Поклюці — 2 місце.
- Перша перемога — 3 березня 2013 року в мас-старті в Осло — 1 місце.

## Загальний залік в Кубку світу
- 2004-2005 — 83-е місце (9 очок)
- 2005-2006 — 51-е місце (59 очок)
- 2006-2007 — 55-е місце (42 очки)
- 2007-2008 — 45-е місце (81 очко)
- 2008-2009 — 99-е місце (9 очок)
- 2009-2010 — 66-е місце (64 очки)
- 2010-2011 — 51-е місце (117 очок)
- 2011-2012 — 28-е місце (300 очок)
- 2012-2013 — 12-е місце (603 очки)
- 2013-2014 — 15-е місце (465 очок)

## Статистика стрільби
| № п/п | Сезон     | Загальна        | Індивідуальна гонка | Спринт         | Гонка переслідування | Мас-старт      | Естафета      |
| ----- | --------- | --------------- | ------------------- | -------------- | -------------------- | -------------- | ------------- |
| 1     | 2002-2003 | 72,7% (32/44)   | 0,0% (0/0)          | 90,0% (9/10)   | 65,0% (13/20)        | 0,0% (0/0)     | 71,4% (10/14) |
| 2     | 2003-2004 | 61,3% (46/75)   | 80,0% (16/20)       | 55,0% (22/40)  | 0,0% (0/0)           | 0,0% (0/0)     | 53,3% (8/15)  |
| 3     | 2004-2005 | 86,7% (52/60)   | 0,0% (0/0)          | 90,0% (18/20)  | 85,0% (34/40)        | 0,0% (0/0)     | 0,0% (0/0)    |
| 4     | 2005-2006 | 84,2% (181/215) | 90,0% (18/20)       | 75,0% (45/60)  | 88,0% (88/100)       | 0,0% (0/0)     | 85,7% (30/35) |
| 5     | 2006-2007 | 72,8% (249/342) | 80,0% (48/60)       | 76,7% (69/90)  | 71,7% (86/120)       | 0,0% (0/0)     | 63,9% (46/72) |
| 6     | 2007-2008 | 73,3% (209/285) | 76,7% (46/60)       | 78,8% (63/80)  | 75,0% (75/100)       | 0,0% (0/0)     | 55,6% (25/45) |
| 7     | 2008-2009 | 73,6% (145/197) | 80,0% (48/60)       | 72,5% (58/80)  | 80,0% (16/20)        | 0,0% (0/0)     | 62,2% (23/37) |
| 8     | 2009-2010 | 79,5% (174/219) | 78,3% (47/60)       | 83,3% (50/60)  | 80,0% (48/60)        | 0,0% (0/0)     | 74,4% (29/39) |
| 9     | 2010-2011 | 78,6% (173/220) | 81,7% (49/60)       | 72,5% (58/80)  | 92,5% (37/40)        | 0,0% (0/0)     | 72,5% (29/40) |
| 10    | 2011-2012 | 81,6% (337/413) | 83,3% (50/60)       | 81,0% (81/100) | 80,7% (113/140)      | 82,5% (33/40)  | 82,2% (60/73) |
| 11    | 2012-2013 | 86,0% (424/493) | 90,0% (54/60)       | 81,0% (81/100) | 85,7% (120/140)      | 89,0% (89/100) | 86,0% (80/93) |
| 12    | 2013-2014 | 88,1% (436/495) | 88,3% (53/60)       | 86,0% (86/100) | 84,4% (152/180)      | 93,8% (75/80)  | 93,3% (70/75) |